# ایرلند گالیک
ایرلند گالیک (ایرلندی: Éire Ghaelach)ایرلند گالیک (به ایرلندی: Éire Ghaelach) اشاره به نظام سیاسی و اجتماعی و فرهنگ حاکم بر ایرلند تا اوایل قرن هفدهم دارد. قبل از تهاجم نورمن ها در سال ۱۱۶۹، ایرلند گالیک کل جزیره را در بر می گرفت. پس از آن، این نظام بخش های از ایرلند را که تحت سلطه بیگانگان نبود را در بر می گرفت . این نظام اجتماعی در ایرلند معمولا در قالب ملوک الطوایفی و توسط تعداد زیادی پادشاه و رئیس قبیله اداره می شد. جنگ بین این مناطق امری رایج بود. در این دوران گاهی اوقات، یک حاکم قدرتمند به عنوان پادشاه عالی کل ایرلند به رسمیت شناخته می شد. ایرلند در این عصر از قبایل متعددی تشکیل شده بود و مانند بقیه اروپا، به صورت سلسله مراتبی ساختار جامعه سامان یافته بود. در تمام این دوره، اقتصاد عمدتاً شبانی بود و عموماً از پول استفاده نمی شد. سبک لباس پوشیدن، موسیقی، رقص، ورزش، اجتماعات اجتماعی، معماری و هنر ایرلند گالیک منحصر به فرد است . این سبک بعدتر با سبک های آنگلوساکسون ادغام شد و هنر جزیره ای را ایجاد کرد.

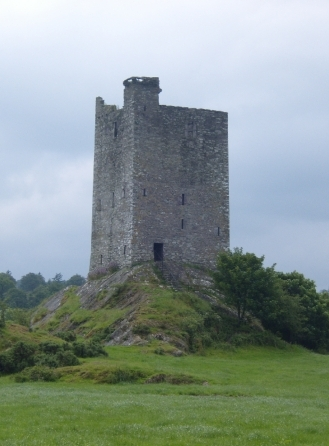
قلعه کاریگافوکا

مردم این سرزمین ابتدا بت پرست بودند و از فرهنگی شفاهی بهره می بردند.پس از گرویدن ایرلند به مسیحیت، این امر در گرایش سایر اروپای غربی و بخصوص بریتانیا در مسیحیت نقشی غیر قابل انکار بازی کرد.متعاقب گرویدن به مسیحیت فرهنگ مکتوب و ادبیات نیز پیشرفت قابل توجهی کرد.
در قرن نهم، وایکینگ‌ها شروع به یورش و ایجاد شهرک‌هایی در امتداد سواحل و آبراه‌های ایرلند کردند که تبدیل به اولین شهرهای بزرگ آن شدند. با گذشت زمان، این مهاجران در فرهنگ ایرلند جذب شدند و تبدیل به گالیک های شمالی شدند.
پس از تهاجم نورمن‌ها در بین سال‌های ۱۱۶۹–۷۱، بخش‌های وسیعی از ایرلند تحت کنترل لردهای نورمن قرار گرفت که منتهی به قرن‌ها درگیری با ایرلندی‌های بومی شد. پادشاهان انگلستان مدعی حاکمیت بر کل این قلمرو  بودند. با این حال، سیستم گالیک در مناطق خارج از کنترل آنگلو نورمن ها به حیات خود ادامه داد. قلمرو تحت کنترل انگلیسی ها به تدریج به منطقه ای به نام پال فروکاسته و در خارج از آن، بسیاری از اربابان  نورمن فرهنگ گالیک را پذیرفتند.

ایرلند در ۱۴۵۰ میلادی

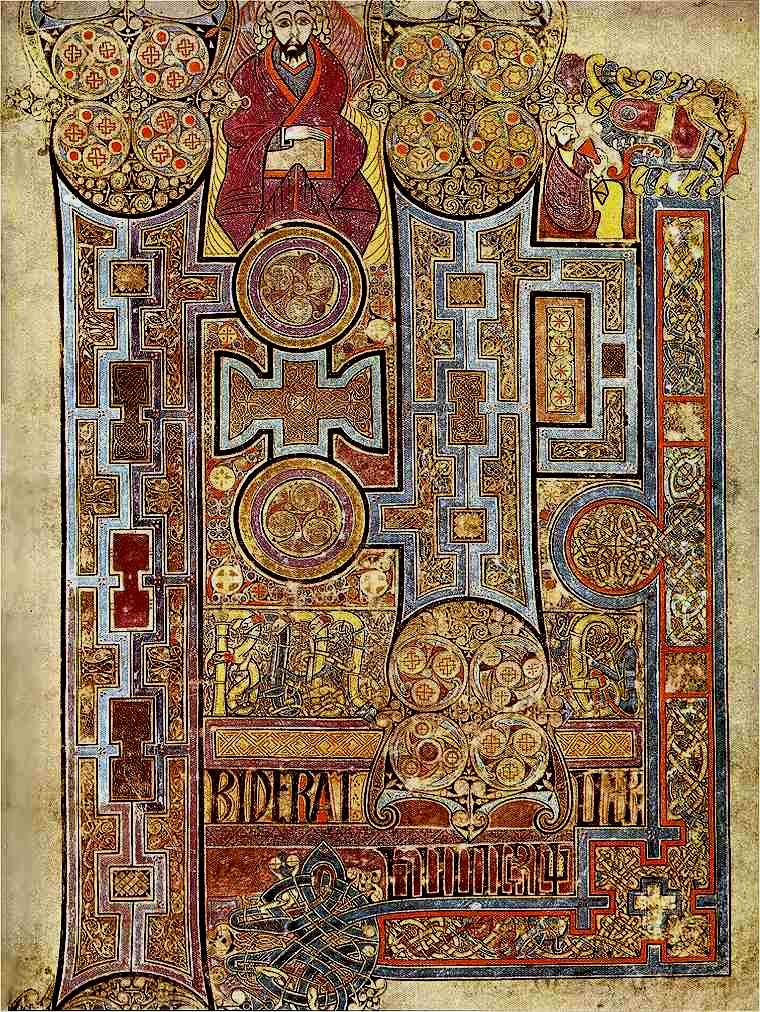
صفحه ای از کتاب کلز، ساخته شده توسط کاتبان رهبانی گالیلکی در قرن نهم.

در سال ۱۵۴۲ که هنری هشتم انگلستان به عنوان پادشاه ایرلند برگزیده شد این دوره به پایان رسید و دوره لردنشین ایرلند شروع شد

## پیش از ۴۰۰ میلادی

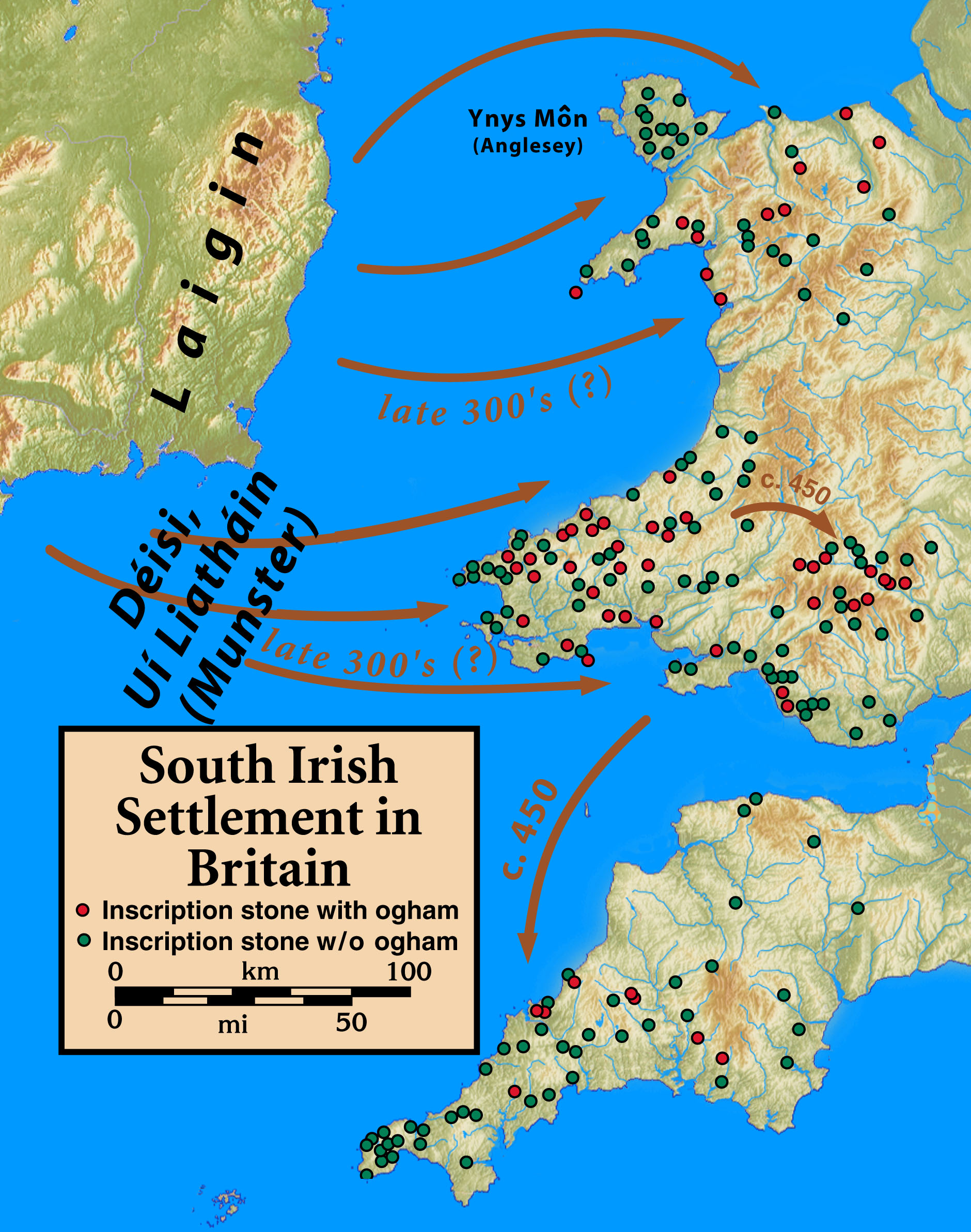
نقشه حملات از ایرلند به بریتانیای رومی

دوره ماقبل تاریخ ایرلند شامل یک دوره پیش‌تاریخی بود، در ایم دوره فرهنگ‌های متمدن یونان و روم برای اولین بار متوجه ایرلندی‌ها شدند.
در این دوره، گال‌ها با امپراتوری روم تجارت می‌کردندو همچنین در پایان حکومت روم بر بریتانیا ایشان به بریتانیا یورش بردند و آن را مستعمره کردند. رومیان این عصر این مهاجمان گیلیک را اسکوتی و سرزمینشان را هیبرنیا یا اسکوشیا می نامیدند. اسکوشیا نامی لاتین بود که ابتدا به همه گال ها، چه در ایرلند و چه در بریتانیای کبیر اشاره داشت، اما بعداً فقط به گال های ساکن در شمال بریتانیا گفته شد. با گذشت زمان، گال ها شروع به تشدید حملات و مستعمره سازی در بریتانیای روم کردند (این دور بین ۲۰۰ تا ۵۰۰ پس از میلاد طول کشید).
در بیشتر این دوره، جزیره ایرلند به قلمروها و پادشاهی های کوچک (معروف به تواتا) تقسیم می شد.

## ۴۰۰ تا ۸۰۰ میلادی
از این دوره ازتاریخ  ایرلند، اغلب به دوره اولیه مسیحی  ایرلند یاد می شود، این دوره از قرن پنجم تا هشتم طول می کشد و  کتیبه های اوگام به زبان ایرلندی اولیه مربوط به همین دوره می باشد. این دوره تا آغاز عصر وایکینگ ها طول می کشد.
ورود مسیحیت به ایرلند مربوط به زمانی قبل از قرن پنجم میلادی است. پاپ سلستین اول با فرستادن پالادیوس اولین اسقف ایرلند در این دوره (اواسط قرن پنجم) مسیحیت را به ایرلند وارد می کند.  
گفته می‌شود که پادشاهی گالیک دال ریاتا در قرن پنجم توسط پادشاهی افسانه‌ای به نام مور در آرگیل یا «ساحل گال‌ها» واقع در اسکاتلند امروزی تأسیس شد. دال ریادا دارای تمدنی پیشرفته و مبتنی بر دریانوردی بود.

از قرن پنجم به بعد، روحانیون ایرلند مسیحی شده مانند بریجید کیلدر، سنت مککول، سنت مولوگ، سنت کایلین، کلمبانوس و همچنین دوازده حواری ایرلند: سنت کیاران سایگر، سنت کیاران از کلونماکنویز، سنت برندان بیر، سنت برندان از کلونفرت، سنت کلمبا از تری گلاس، سنت کلمبا، سنت موبهی، سنت روادان از لورها، سنت سینان، سنت نینید، سنت لایزرن مک ناد فرویش و سنت کانیس در خدمت در ایرلند و به عنوان مبلغان در سراسر اروپا فعال بودند. جزیره مان،  اسکاتلند،  پادشاهی های آنگلوساکسون انگلستان وامپراتوری فرانک ها تحت نفوذ فرهنگی این مبلغان بود .
در قرن هشتم، پادشاه پیکتها، اِنگوس مک فرگوسو یا آنگوس اول از طریق تلفیق جنگ و دیپلماسی  نفوذ پادشاهی خود رادر قلمرو گال‌های دال ریاتا، بریتانیایی‌های استراتکلاید و آنگلوساکسون‌های نورثومبریا، گسترش داد.
در این دوره، علاوه بر پادشاهی یا تواتا، ۵ پادشاهی اصلی شروع به شکل گیری می کنند.  این پنج پادشاهی عبارت از اولید (در شمال)، کوناخت (در غرب)، لایگین (در جنوب شرقی)، مومهان (در جنوب) و مید (در مرکز) بودند.

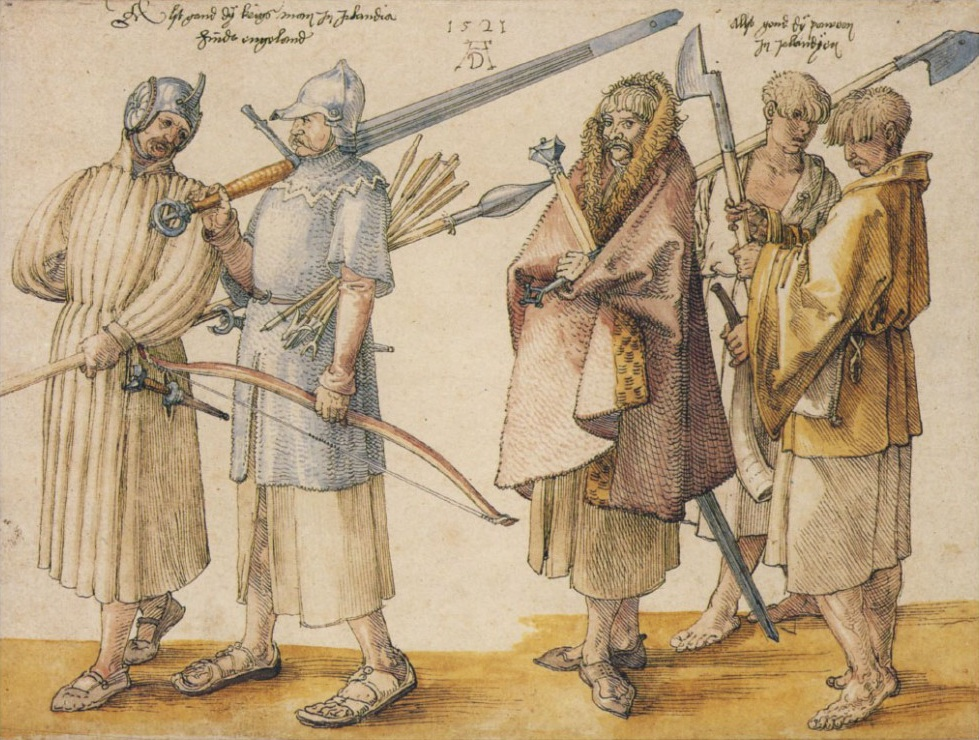
سربازان ایرلندی در قرن ۱۶ میلادی

## ۸۰۰ تا ۱۱۶۹ میلادی
این دوره از تاریخ ایرلند شامل اولین حملات وایکینگ ها تا حمله نورمن ها می شود.
در آغاز سال ۷۹۵ میلادی، گروه‌های کوچک وایکینگ‌ها شروع به غارت شهرک‌های رهبانی در امتداد ساحل ایرلند کردند. در سال ۸۵۳ میلادی، املایب رهبر وایکینگ ها اولین پادشاه دوبلین شد. او همراه با برادرانش ایمار و اوزل بر دوبلین پادشاهی کرد. سلسله ای که او بنا نهاد در دهه های بعد نیز بر دوبلین حکومت کرد. در این دوره جنگ متوالی بین وایکینگ‌ها و ایرلندی‌ها و همچنین میان گروه های متفاوت وایکینگ جریان داشت: . سکونتگاه های وایکینگ ها در دوبلین، وکسفورد، واترفورد، کورک و لیمریک در این دوره ایجاد شدو بعد ها مبدل به اولین شهرهای بزرگ در ایرلند تبدیل شدند.

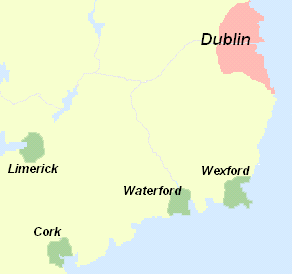
وایکینگ ها در ایرلند

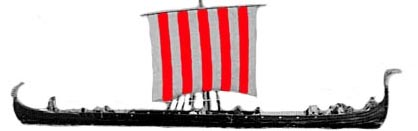
کشتی جنگی وایکینگ ها

در اواسط قرن نهم، حکومت هر دو سرزمین گالیک دال ریادا و پادشاهی سلتیک پیکتی تحت فرمانروایی یک شخص، سیناد مک ایلپین یا کنت مک آلپین، متحد شدند. کنت مک آلپین در نتیجه بدل به اولین پادشاه عالی آلبا شد. .
ایرلند گالیک در این دوره هنوز از مناطق نیمه مستقل زیادی تشکیل شده بود و جناح های مختلف تلاش کردند تا کنترل سیاسی خود را بر کل جزیره اعمال کنند. برای دو قرن اول از این دوره، این رقابت عمدتاً بین پادشاهان بلندپایه ایرلند از شاخه‌های شمالی و جنوبی  بود. با این حال، کسی که بیش از همه به پادشاهی واقعی در کل ایرلند نزدیک شد، برایان بوروما، اولین پادشاه بلندپایه در این دوره بود که به این دو دسته  تعلق نداشت.
از طریق قدرت نظامی، برایان به دنبال ساختن یک امپراتوری گالیک تحت فرمانروایی عالی خود به عنوان "امپراتور اسکاتوروم" یا "امپراتور گال ها"  بود،  . برایان و مائل سکنیل در این راستا در چندین نبرد علیه وایکینگ ها همراه با یکدیگر شرکت داشتند: نبرد تارا، نبرد گلنماما و در نهایت نبرد کلونتارف در سال ۱۰۱۴ ازجمله این نبردها بودند. در آخرین این نبرده برایان درگذشت. مبارزات برایان در کتاب Cogad Gáedel re Gallaib ("جنگ گال ها با خارجی ها") ستایش شده است.
پس از مرگ برایان، اوضاع سیاسی پیچیده تر شد. نوادگان برایان نتوانستند تاج و تخت یکپارچه وی را حفظ کنند و نزاع های منطقه ای بر سر قلمرو به طور غیرمستقیم منجر به تهاجم نورمن ها به رهبری ریچارد دی کلر در سال ۱۱۶۹ شد.

## اشغال توسط آنگلو-نورمن ها

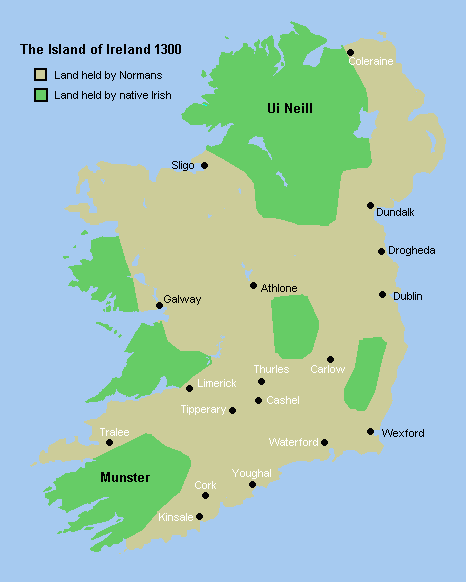
ایرلند در سال ۱۳۰۰ میلادی اراضی بومیان و نورمن ها جداگانه مشخص شده است

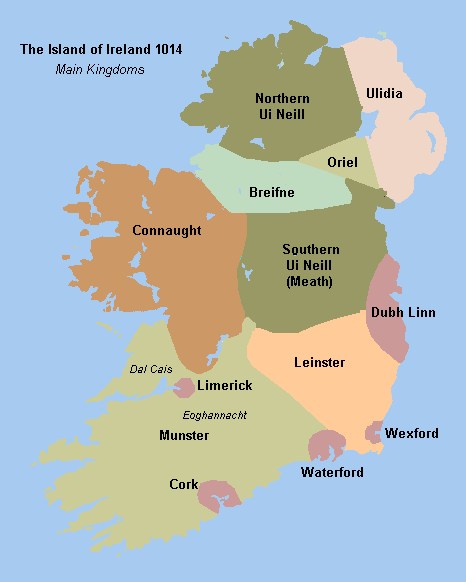
ایرلند در سال ۱۰۱۴ میلادی پادشاهی های مختلف گالیک در این نقشه متمایز شده اند

ایرلند بین قرن پنجم و هفتم میلادی مسیحی شد. پاپ آدریان چهارم، تنها پاپ انگلیسی، قبلاً در سال ۱۱۵۵ میلادی فرمانی صادر کرده بود که به هنری دوم پادشاه انگلستان اختیار حمله به ایرلند را به عنوان وسیله ای برای مهار امتناع ایرلند از به رسمیت شناختن قوانین روم صادر کرده بود. 
در سال ۱۱۶۶ میلادی، پس از فوت پادشاه عالی مک لونن، پادشاه بعدی دیارمیت از لنیستر و به واسطه تصمیم  کنفدراسیون نیروهای ایرلندی تحت رهبری پادشاه رودری تبعید شد. دیارمیت بعد  از فرار ابتدا به بریستول و سپس به نرماندی رفت، او از هنری دوم انگلستان اجازه گرفت تا از رعایای خود برای بازپس گیری پادشاهی خود استفاده کند. در سال بعد، او امکاناتی را که به وی وعده داده شده بود  به دست آورد و در سال ۱۱۶۹ میلادی  نیروهای وی که متشکل از نیروهای  نورمن، ولز و فلاندری بود در ایرلند مستقر شدند  و به سرعت لینستر و شهرهای واترفورد و دوبلین را از طرف دیارمیت بازپس گرفتند. رهبر نیروی نورمن، ریچارد دی کلر، ارل دوم پمبروک، که بیشتر با نام استرانگ‌بو (Strongbow) شناخته می‌شود، با دختر دیارمیت، آئویف ازدواج کرد  . این امر باعث حیرت هنری دوم شد که از ایجاد یک ایالت رقیب نورمن در ایرلند می ترسید. بر این اساس، او تصمیم گرفت برای تثبیت اقتدار خود از لینستر دیدن کند.
هنری در سال ۱۱۷۱ تصمیم خود را عملی کرد و واترفورد و دوبلین را به عنوان شهرهای سلطنتی معرفی کرد. جانشین آدریان، پاپ الکساندر سوم، اعطای ایرلند به هنری را در سال ۱۱۷۲ میلادی تأیید کرد. معاهده سال ۱۱۷۵ میلادی در ویندزور بین هنری و روایدری منعقد شد این معاهده روایدری را به عنوان پادشاه عالی ایرلند به رسمیت شناخت اما کنترل هنری بر لینستر، میث و واترفورد را در عین حال اعلام داشت. با این حال، با مرگ دیارموند و استرانگ‌بو، هنری به انگلستان بازگشت، و روایدری قادر به مهار دست نشاندگانش نبود، پادشاهی عالی به سرعت کنترل کشور را از دست داد. هنری در سال ۱۱۸۵ میلادی به پسر کوچکتر خود، جان، عنوان لرد ایرلند را در شورای آکسفورد اعطا کرد. این عنوان جدید ایجاد شده، ارباب ایرلند و پادشاهی انگلستان را از نظر شخصی و قانونی جدا نگه داشت. در همان سال، شاهزاده جان اولین سفر خود را به ایرلند انجام داد. با این حال، زمانی که جان در سال ۱۱۹۹ به طور غیرمنتظره ای جانشین برادرش به عنوان پادشاه انگلستان شد، لردنشین ایرلند مجدداً به اتحاد شخصی با پادشاهی انگلستان بازگشت و جایگاه خود را در امپراتوری  تضمین کرد. در اصطلاح حقوقی جانشینان جان، «لرد ایرلند» به حاکمیتی گفته می‌شود که به پادشاه انگلستان واگذار شده است. قلمرو مربوطه نیز به عنوان "سرزمین ایرلند" نامیده می شد.

## تجدید حیات گال ها
در سال ۱۲۶۱ میلادی ، تضعیف حکومت انگلو- نورمن پس از یک رشته شکست های نظامی آشکار شد. در این شرایط آشفته، اربابان محلی ایرلندی مقدار زیادی از اراضی از دست رفته را پس گرفتند. تهاجم ادوارد بروس، ارل کریک در بین سال‌های ۱۳۱۵ تا ۱۳۱۸ میلادی و در زمان قحطی شدید اقتصاد نورمن ها را تضعیف کرد. مرگ سیاه در سال ۱۳۴۸ میلادی وارد ایرلند شد. از آنجایی که اکثر ساکنان انگلیسی و نورمن ایرلند در شهرها و روستاها زندگی می کردند، طاعون بسیار شدیدتر از ایرلندی های بومی که در مناطق روستایی پراکنده تری زندگی می کردند به آنها ضربه زد. پس از مدتی  ، زبان و آداب و رسوم ایرلندی گالیک دوباره بر کشور مسلط شد. منطقه تحت کنترل انگلیسی ها به منطقه ای مستحکم در اطراف دوبلین و پال، کاهش یافت. در خارج از این منطقه، لردهای ایرلندی-نورمن با خانواده‌های نجیب گالیک ازدواج کردند، زبان و آداب و رسوم ایرلندی را پذیرفتند و در درگیری‌های سیاسی و نظامی علیه لردنشین ایرلند در کنار ایرلندی‌های گالیک قرار گرفتند. آنها به انگلیسی های قدیمی معروف شدند و به قول یکی از مفسران معاصر انگلیسی «ایرلندی تر از خود ایرلندی ها» بودند.
مقامات نورمن نگران گالیک شدن نورمن های ایرلند بودند و قانون گالیکی را در سال ۱۳۶۶ میلادی تصویب کردند که بر اساس آن افراد انگلیسی تبار از صحبت به زبان ایرلندی، پوشیدن لباس های ایرلندی یا ازدواج با ایرلندی ها منع شدند البته در این عصر دولت انگلستان در دوبلین قدرت واقعی کمی داشت. در پایان قرن پانزدهم، اقتدار دولت مرکزی انگلیس در ایرلند کاملاً از بین رفته بود.در این دوره توجه انگلستان بیشتر به جنگ های صد ساله (۱۳۳۸-۱۴۵۳) و سپس  جنگ رزها (۱۴۵۰-۱۴۸۵) معطوف بود. در سراسر کشور، لردهای محلی گالیک و گالیکی شده قدرت خود را به ضرر دولت انگلیس در دوبلین گسترش می دادند.

## فرهنگ و جامعه

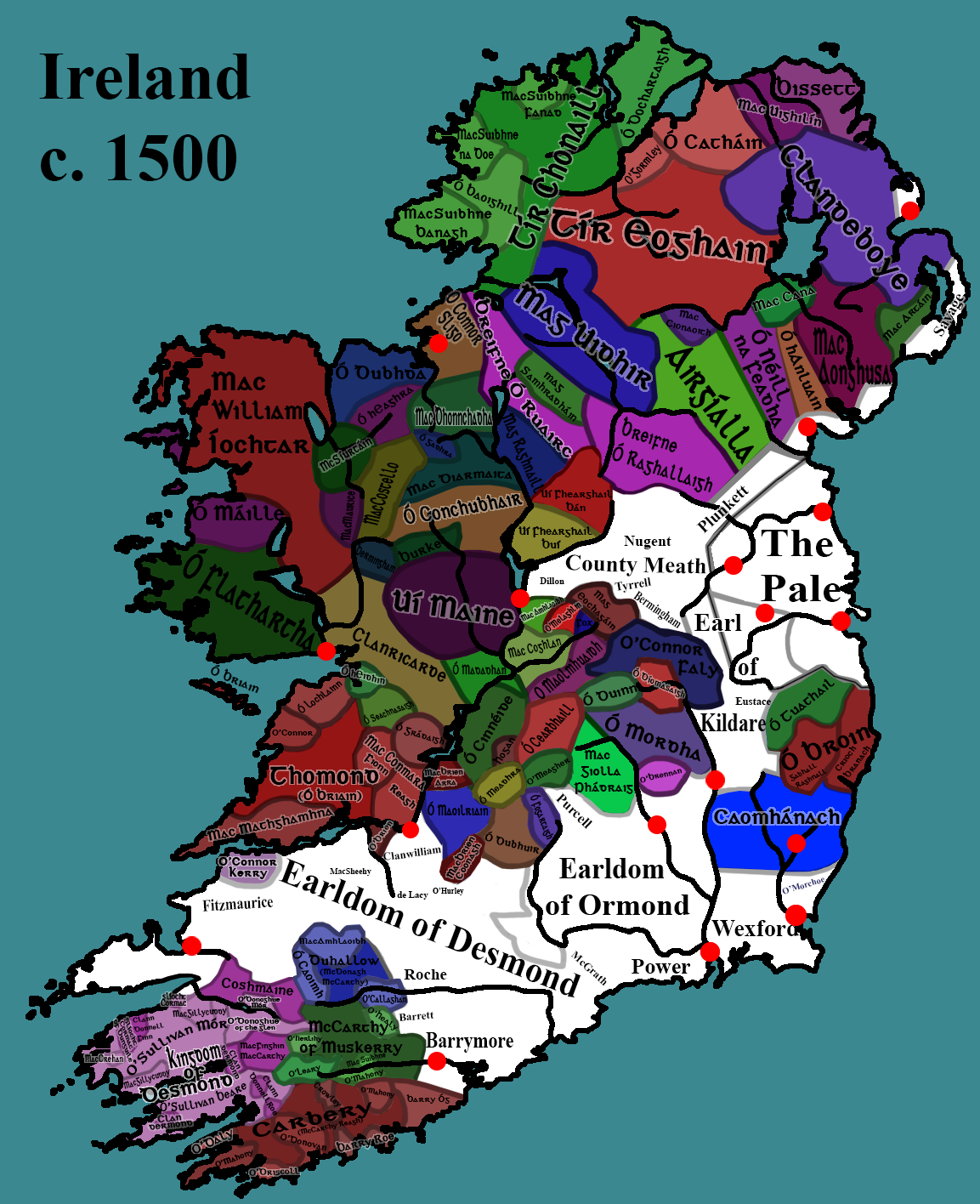
ایرلند در ۱۵۰۰ میلادی

در دوران بت پرستی مردم تاریخ و سنت های خود را به طور شفاهی منتقل می کردند. بعدها، بسیاری از وظایف معنوی و فکری آنها به راهبان مسیحی منتقل شد، این مذهب از قرن پنجم به بعد در ایرلند غالب شد.  شعر، موسیقی، داستان سرایی، ادبیات و دیگر اشکال هنری در هر دو ایرلند بت پرست و مسیحی گیلیک بسیار ارزشمند و پرورش یافته بودند. مهمان نوازی، پیوندهای خویشاوندی و انجام مسئولیت های اجتماعی و آیینی از اهمیت بالایی برخوردار بود.
ایرلند گالیک مانند بریتانیا، نه از یک پادشاهی متحد، بلکه از چندین پادشاهی مستقل تشکیل شده بود. پادشاهی های اصلی عبارت بودند از اولید (اولستر)، مید (میت)، لایگین (لینستر)، موما (مونستر، متشکل از ایارمومان، توادمومین و دسموماین)، کوناخت، بریفنه (برفنی)، این توآیسرت (شمال)، و ایرگیلا (اوریل ). هر یک از این پادشاهی‌ها بر پایه قلمرو های اربابی بنا شده‌اند که به نام تواتا (مفرد: توث) شناخته می‌شوند. رساله های حقوقی مربوط به اوایل دهه ۷۰۰ میلادی وجود یک نظام سلسله مراتبی  را توصیف می کند: اربابان توات تابع پادشاهان وابسته هستند که خود ایشان تابع فرمانرواهای مستقل منطقه ای بودند.

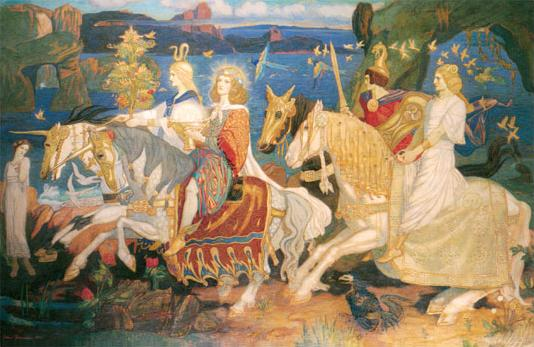
یک نگاره مذهبی

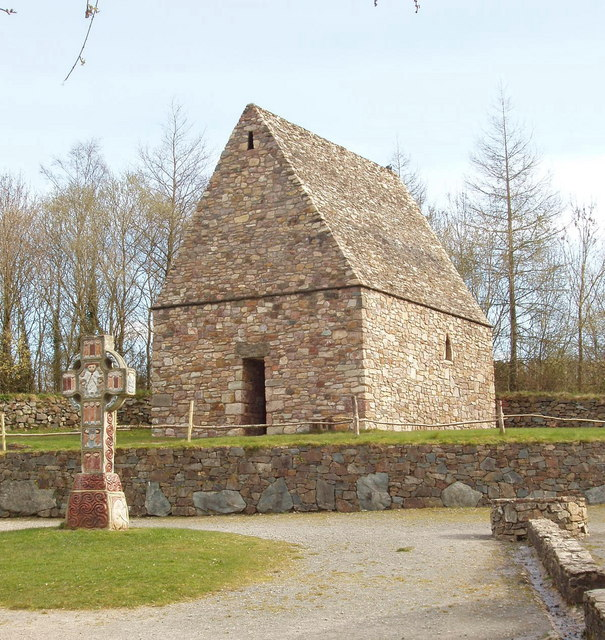
بازسازی یک کلیسای کوچک مسیحی ایرلندی اولیه

#### بت پرستی
قبل از مسیحی شدن، ایرلندی‌های گالیک چند خدا یا بت پرست بودند. آنها خدایان و الهه های بسیاری داشتند که عموماً مشابهی در پانتئون سایر ملل اروپایی دارند. اعتقاد بر این است که دو گروه از موجودات ماوراء طبیعی که در سراسر اساطیر ایرلندی ظاهر می شوند. آنها همچنین آنیمیست بودند و معتقد بودند که تمام جنبه‌های جهان طبیعی حاوی ارواح است و می‌توان با این ارواح ارتباط برقرار کرد.

#### مسیحیت
ورود مسیحیت به ایرلند به زمانی قبل از قرن پنجم بازمی گردد، این دوره با پالادیوس (اسقف بعدی ایرلند) که توسط پاپ سلستین اول در اواسط قرن پنجم برای موعظه به ایرلند فرستاده شد، شروع شد.
متون اولیه قرون وسطایی  سنت پاتریک را به عنوان اولین اسقف ایرلند می‌دانند.مسیحیت در نهایت جایگزین سنت‌های بت‌پرستان موجود می‌شود، در قرن نهم کتاب «شهادت‌شناسی تالاگت» از آخرین بقایای بت پرستی در ایرلند صحبت می کند.

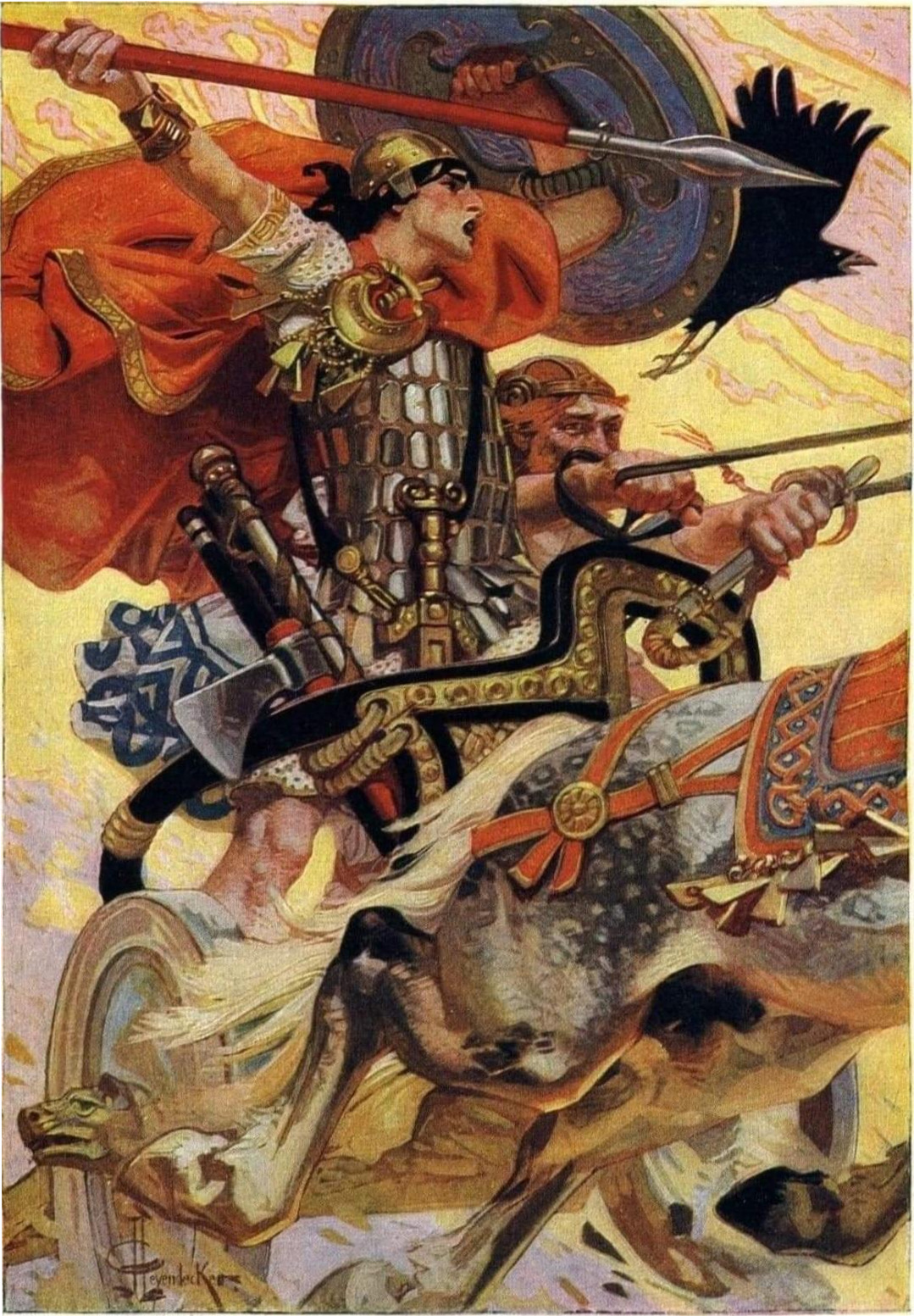
یک نقاشی فانتزی که قهرمان افسانه ای کوچولاین را در نبرد نشان می دهد

### ساختار اجتماعی و سیاسی
در ایرلند گالیک، هر فرد متعلق به یک گروه خویشاوند آگناتیک بود که به «فین» (جمع: «فینت») معروف است. این گروه دربر گیرنده جمع بزرگی از افراد مرتبط با هم بود که ظاهراً از یک جد مذکر مشترک به وجود آمده بودند. ریاست آن جمع را یکی از ایشان برعهده داشت 

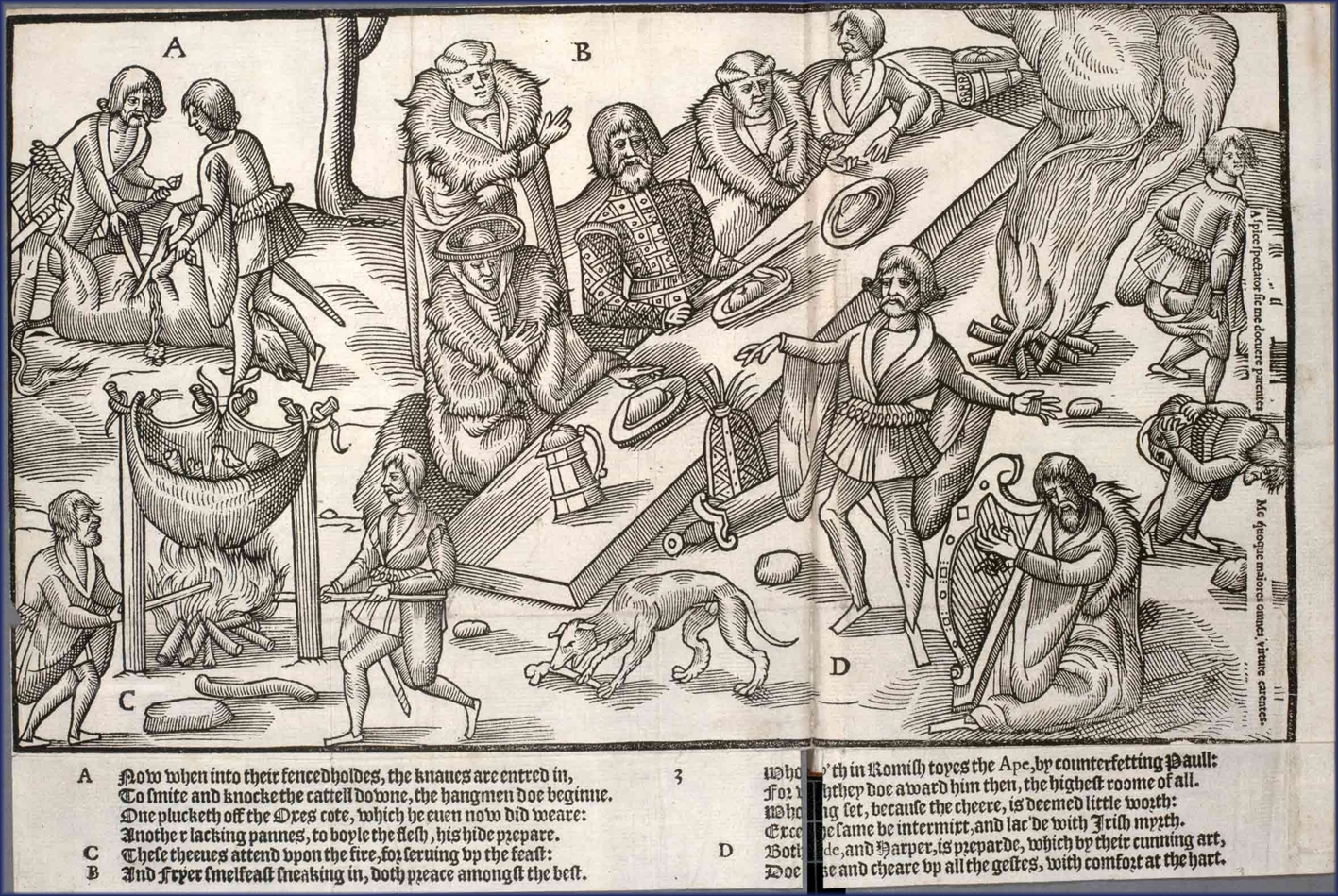
یک رئیس در یک جشن

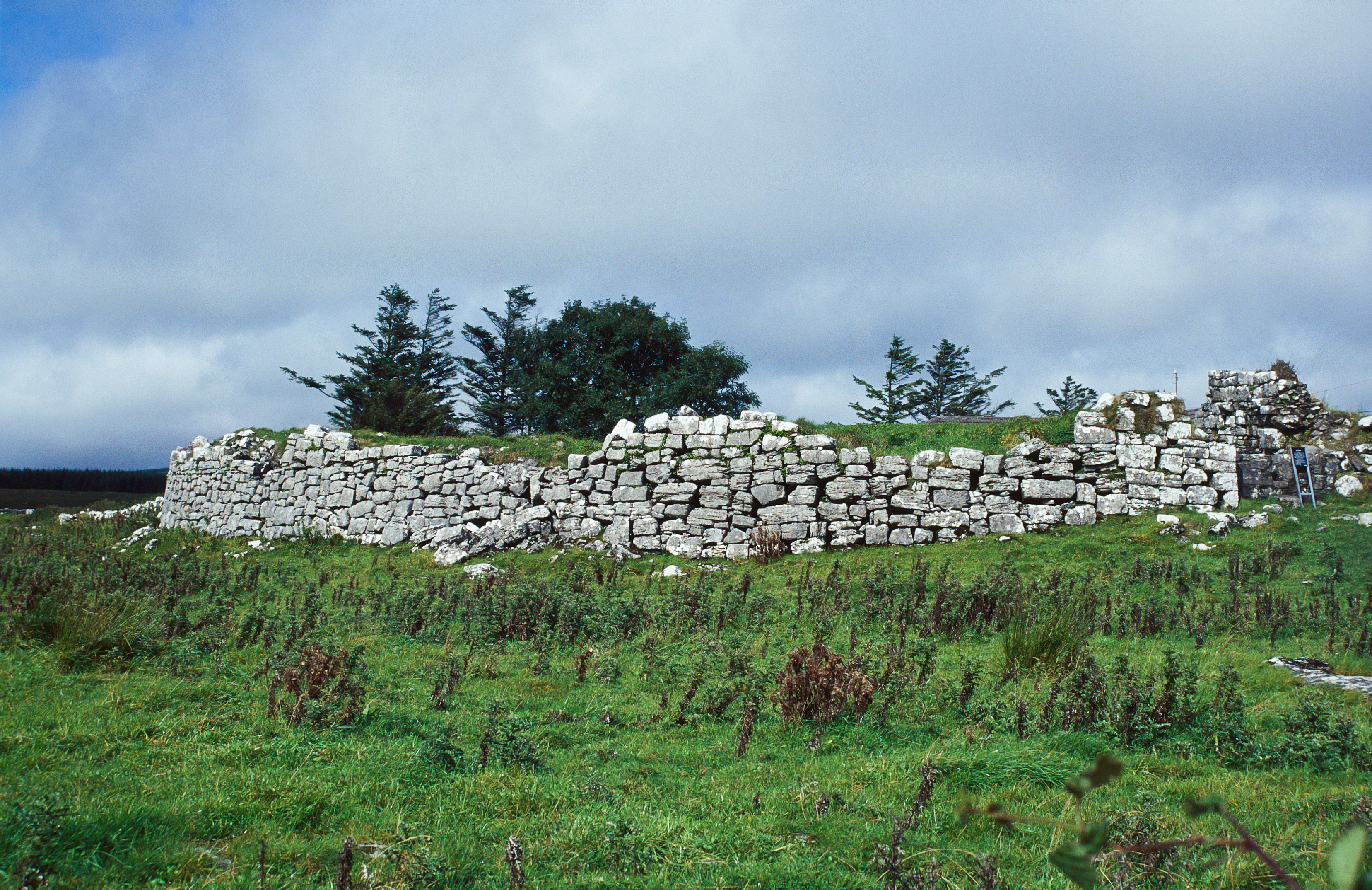
ویرانه‌های یک دانشکده حقوق

## هنر
آثار هنری دوره گالیک ایرلند بر روی سفال، جواهرات، اسلحه، ظروف نوشیدنی، ظروف غذاخوری، کنده کاری های سنگی و دست نوشته های تذهیب شده یافت می شود. هنر ایرلندی مربوط به حدود ۳۰۰ سال قبل از میلاد شامل الگوها و سبک هایی است که در غرب اروپای مرکزی توسعه یافته است. در حدود سال ۶۰۰ پس از میلاد، پس از شروع مسیحی شدن ایرلند، سبکی که عناصر آنگلوساکسون ایرلندی، مدیترانه ای و ژرمنی را در هم آمیخت، پدیدار شد و توسط هیسیونر های هیبرنو اسکاتلندی به بریتانیا و سرزمین اصلی اروپا منتقل شد. این هنر به عنوان هنر جزیره ای یا هنر هیبرنو ساکسون شناخته می شود، که به نوعی در ایرلند تا قرن دوازدهم میلادی ادامه یافت، اگرچه تهاجمات وایکینگ ها به "عصر طلایی" آن پایان داد. بیشتر آثار بازمانده از هنر جزیره‌ای یا توسط راهبان ساخته شده‌اند یا برای صومعه‌ها ساخته شده‌اند، به استثنای سنجاق‌هایی که احتمالاً توسط روحانیون و غیر روحانیون ساخته و استفاده می‌شدند

### موسیقی
اگرچه جرالد دی باری دیدگاهی آشکارا منفی نسبت به ایرلندی ها داشت، اما در کتاب هیبرنیکا (به سال ۱۱۸۸ میلادی) اذعان داشت که آنها در نواختن موسیقی بیش از هر ملت دیگری مهارت داشتند. او ادعا کرد که دو ساز اصلی ایرلندی ها «هارپ» و «تابور»  هستند، که موسیقی آن‌ها سریع و پر جنب و جوش است، و آهنگ‌هایشان همیشه با سی بمل شروع و پایان می‌یابد. در کتاب تاریخ موسیقی ایرلندی (به سال ۱۹۰۵ میلادی)، دبلیو. اچ. گراتان فلود نوشت که حداقل ده ساز وجود دارد که عموماً توسط ایرلندی ها گالیک استفاده می شده است. این ساز ها عبارت بودند از: کریت (یک چنگ کوچک) و کلرزایچ (یک چنگ بزرگتر با معمولاً ۳۰ سیم)، تمپن (یک ساز زهی کوچک که با کمان یا مضراب نواخته می شود)، فیدان (فایفی)، بوئین (ابوا یا فلوت). ، گوتبوین (شاخ باسونی)، بنبوابهال و کورن (هورنپیپ)، کوئیسلنا ، استوک و استورگان (کلاریون یا شیپور)، و چنامها (کاستانتس). وی همچنین از کمانچه به عنوان ساز مورد استفاده در قرن هشتم یاد می کند.

## ازدواج،زن و فرزند
فرهنگ ایرلند باستان مردسالارانه بود. قانون برهون زنان را از روال عادی قانون مستثنی می کرد، به طوری که به طور کلی، هر زن باید یک قیم مرد داشته باشد. با این حال، زنان تا حدودی اهلیت قانونی داشتند. در قرن هشتم، شکل مرجح ازدواج، ازدواج  بین افراد هم کفو و از یک طبقه بود که بر اساس آن زن به شوهرش وابسته بود و نصف ارزش اجتماعی او را داشت، اما می‌توانست از اختیارات قابل توجهی در مورد انتقال دارایی استفاده کند . بنابراین، پاتریک وستون جویس، مورخ، در این مورد می نویسد که، نسبت به دیگر کشورهای اروپایی آن زمان، زنان در ایرلند گالیک "موقعیت خوبی داشتند" و حقوق اجتماعی و مالکیت آنها "در بیشتر جهات، کاملاً در سطح مردان بود". 
در جامعه گالیک ایرلند زمین عمدتاً متعلق به مردان بود و پسران آن را به ارث می بردند. تنها زمانی که مردی پسری نداشت، زمینش به دخترانش می‌رسید. پس از مرگ دختران، زمین بین اقوام مرد پدرشان توزیع می شد. طبق قانون برهون، دختران به جای ارث بردن زمین، تعداد معینی از گاوهای پدرشان را به عنوان سهم ازدواج با خود می بردند. به نظر می‌رسد که در طول قرون وسطی، ایرلندی‌های گالکی، بسیاری از قوانین و سنت‌های ازدواج خود را جدا از سنت‌های کلیسا نگه داشته‌اند. بر اساس قانون گالیک، زنان متاهل می‌توانستند مستقل از شوهران خود دارایی داشته باشند، 
، پیوندی بین زنان متاهل و خانواده‌هایشان برقرار بود، 
زوج‌ها می‌توانستند به راحتی طلاق بگیرند یا جدا شوند، و مردان می‌توانستند معشوقه داشته باشند  .
این قوانین با اکثر قوانین اروپای معاصر و با قوانین کلیسا متفاوت بود.سن قانونی ازدواج برای دختران پانزده سال و برای پسران هجده سال بود، در این سن حجر  ایشان نیز پایان می یافت. پس از ازدواج، انتظار می رفت که خانواده عروس و داماد در مراسم مشارکت داشته باشند. رسم بر این بود که داماد و خانواده اش یک کویبچه (املای امروزی: coibhche) می پرداختند و به عروس اجازه داده می شد که از آن سهمی داشته باشد. اگر نکاح به دلیل تقصیر شوهر خاتمه می یافت، کویبچه نزد زن و خانواده اش نگهداری می شد، اما اگر تقصیر به عهده زن بود، کیبچه باید مسترد می شد.
رسم بر این بود که عروس هنگام ازدواج از خانواده خود (یا خانواده رضاعی) یک اسپرید (املای امروزی: spréidh) دریافت می‌کرد. در صورتی که ازدواج از طریق طلاق یا فوت شوهر خاتمه یافته باشد، اسپرید باید برگردانده می شد. بعدها ظاهراً اسپرید به مهریه تبدیل شده است.زنان می‌توانستند به آسانی مردان درخواست طلاق یا جدایی کنند و تمام اموالی را که در طول ازدواج برای شوهرش آورده بود، نگه می‌داشتند. به نظر می رسد ازدواج های آزمایشی در میان ثروتمندان و قدرتمندان رواج داشته است، و از این رو استدلال شده است که زندگی مشترک قبل از ازدواج باید قابل قبول بوده باشد.
قبل از حمله نورمن ها، داشتن همسر برای کشیشان و راهبان رایج بود. علیرغم اعتراض اسقف ها و اسقف اعظم، این امر عمدتا پس از حمله نورمن ها بدون تغییر باقی ماند. مقامات چنین زنانی را به عنوان کنیزهای کشیش طبقه بندی می کردند و شواهدی وجود دارد که نشان می دهد یک قرارداد صیغه ای رسمی بین کشیشان و زنان آنها وجود داشته است. با این حال، بر خلاف سایر صیغه‌ها، به نظر می‌رسد که با آن‌ها مانند همسران رفتار می شده است.
در ایرلند گالیک نوعی پرورش رایج بود که به موجب آن (برای مدت معینی) کودکان تحت مراقبت دیگران قرار می‌گرفتند تا پیوندهای خانوادگی یا پیوندهای سیاسی را تقویت کنند. والدین (پدر و مادر خوانده) موظف بودند  به آنها آموزش های لازم را ارایه دهند. والدین مزبور که وظایف خود را به درستی انجام داده بودند، در سنین پیری (اگر نیازمند بودند و از خود فرزندی نداشتند) حق حمایت از فرزندان  خود را داشتند. همانند طلاق، قانون گالیک با اکثر کشورهای اروپایی و با قوانین کلیسا در اعطای جایگاه قانونی به کودکان «مشروع» و «نامشروع» متفاوت بود.

## حقوق
قوانبن گالیک در ابتدا به صورت شفاهی تصویب شدند، اما در طول دوره۶۰۰ تا ۹۰۰ پس از میلاد به زبان ایرلندی باستان نوشته شدند. این مجموعه از قوانین شفاهی و کتبی به نام قانون(های برهون) شناخته می شود. برهون ها (ایرلندی قدیم: brithem، جمع brithemain) حقوقدانان ایرلند گالیک بودند. تبدیل شدن به برهون مستلزم سال ها آموزش بود . اکثر پرونده های حقوقی به طور خصوصی بین طرفین مورد مناقشه قرار می گرفت و برهون ها به عنوان داور عمل می کردند.

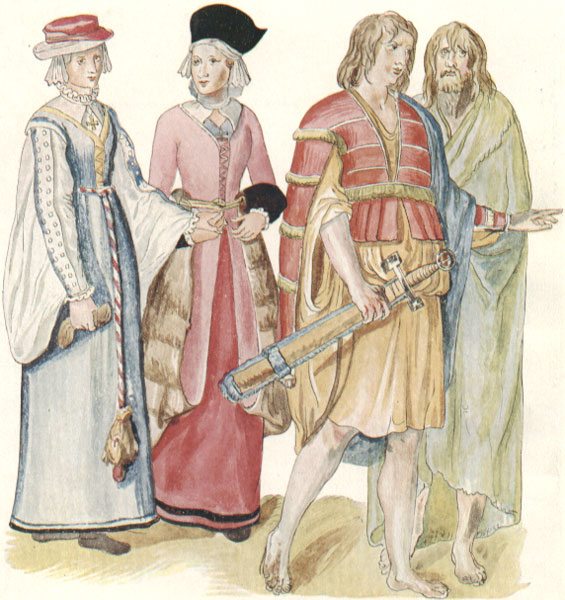
لیاس های گال های ایرلند

جرایم علیه مردم و اموال عمدتاً توسط مجرم با پرداخت غرامت به قربانیان حل و فصل می شد. اگرچه هر جرمی مستلزم جبران خسارت بود، اما قانون بین آسیب عمدی و غیرعمدی و بین قتل و قتل عمد تفاوت قائل می شد.
اگر متخلف به طور کامل پرداخت نمی کرد، تا زمانی که این کار را انجام نمی داد، اموالش توقیف می شد. در صورتی که متخلف قادر به پرداخت نبود، خانواده وی مسئول این کار بودند. اگر خانواده قادر نبود یا مایل به پرداخت نبود، مسئولیت به گروه بزرگتر خویشاوندی گسترش می یافت. از این رو، استدلال شده است که «مردم پلیس خودشان بودند». اعمال خشونت‌آمیز عموماً با پرداخت غرامتی که به عنوان جریمه شناخته می‌شود، حل و فصل می‌شد؛  اگر یک فرد آزاد به قتل می رسید، جریمه صرف نظر از رتبه قربانی در جامعه برابر با ۲۱ گاو بود . هر یک از اعضای گروه خویشاوندی مقتول بر اساس نزدیکی به قربانی، وضعیت آنها و غیره مبلغی دریافت می کرد. 
به نظر می رسد اعدام نادر بوده و تنها به عنوان آخرین راه حل انجام شده است. اگر قاتل قادر نبود یا نمی‌خواست جریمه (ارائیک) را بپردازد به خانواده قربانیش تحویل داده می شد، در صورت تمایل ممکن بود او را بکشند و کسی با پرداخت جریمه (ارائیک) مداخله نکند.
هر فردی یک قیمت افتخاری داشت که بسته به رتبه او در جامعه متفاوت بود. این بها در صورت تضییع شرافت به آنها پرداخت می شد. آنهایی که رتبه بالاتری داشتند، قیمت افتخاری بالاتری داشتند. با این حال، ارتکاب جرم به دارایی یک مرد فقیر (که توانایی پرداخت آن را نداشت)، سخت‌تر از جرم مشابهی برای یک مرد ثروتمند مجازات می‌شد. هنگامی که یک فرد غیر روحانی جریمه خود را پرداخت می کرد، دوره آزمایشی را می گذراند و سپس مقام خود را به دست می آورد، اما یک روحانی هرگز نمی توانست جایگاه خود را به دست آورد.

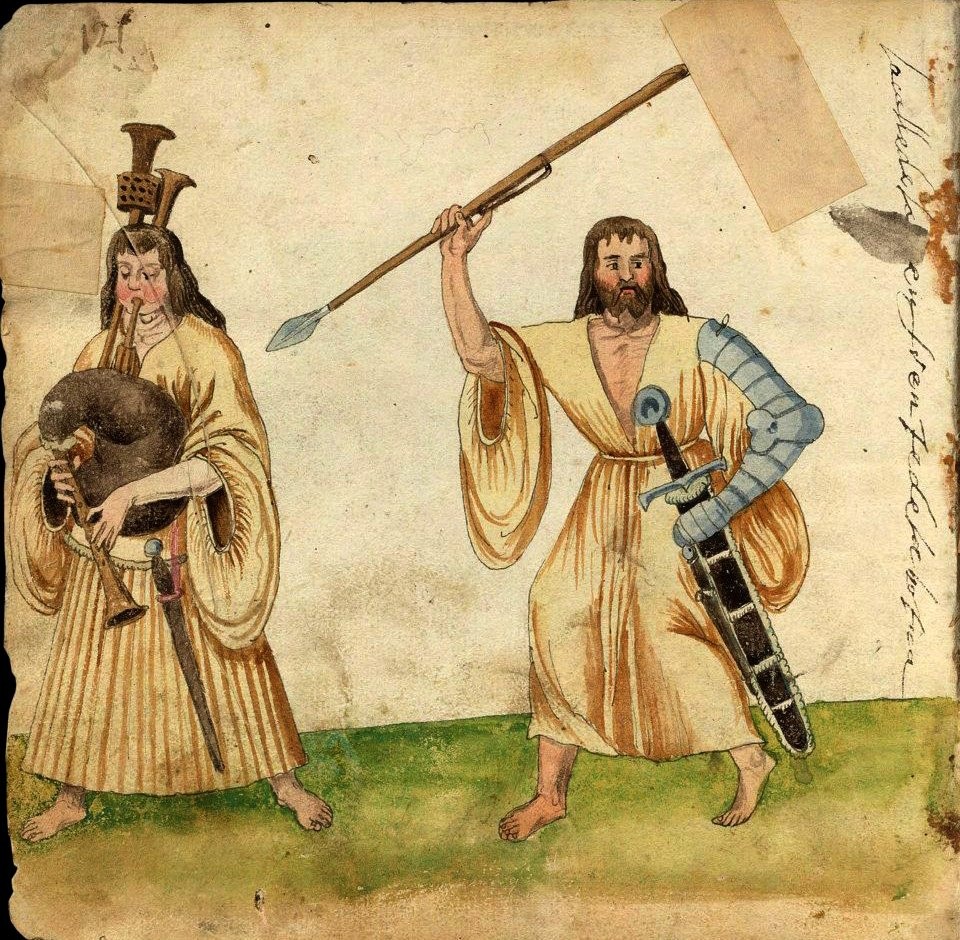
ایرلندی گالیک

منشأ برخی از قوانین پیش از مسیحیت بود. این قوانین سکولار به موازات و گاهی در تضاد با قوانین کلیسا وجود داشت. اگرچه برهون‌ها معمولاً به پرونده‌های حقوقی رسیدگی می‌کردند، پادشاهان نیز می‌توانستند قضاوت کنند، اما مشخص نیست که چقدر باید به برهون‌ها تکیه می‌کردند. برخلاف سایر پادشاهی‌های اروپا، پادشاهان گیلیک - با اختیارات خود - نمی‌توانستند قوانین جدیدی را آن‌طور که می‌خواستند وضع کنند و نمی‌توانستند «فراتر از قانون» باشند. با این حال، آنها می توانستند قوانین اضطراری موقت را وضع کنند. عمدتاً از طریق این قدرت های اضطراری بود که کلیسا تلاش کرد قانون گالیک را تغییر دهد.

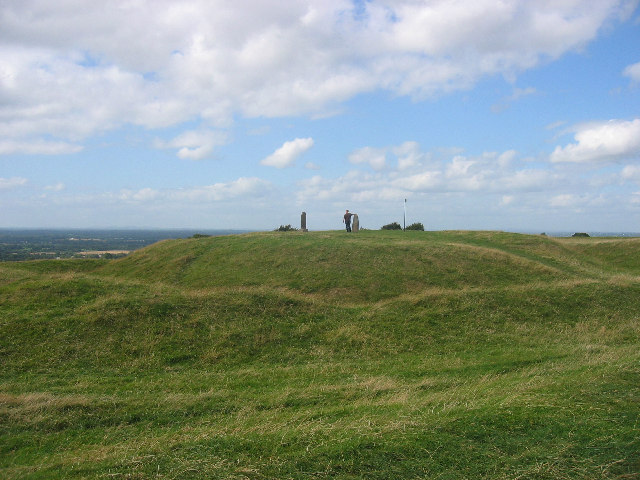
تپه تارا

## اقتصاد
ایرلند گالیک از دوران باستان به تجارت با بریتانیا و سرزمین اصلی اروپا می پرداخته است. این تجارت در طول قرون گسترده تر شد. به عنوان مثال، تاسیتوس مورخ در قرن نخست میلادی گزارش داده است که  بیشتر بندرهای ایرلند بخاطر تجارت با رومیان شناخته شده بوده است.اشاره های متعددی در ادبیات اولیه ایرلندی وجود دارد که به کالاهای لوکس وارد شده از سرزمین‌های خارجی اشاره می‌کند، همچنین نمایشگاه کارمان در لینستر شامل بازاری از تاجران خارجی بود. در قرون وسطی صادرات عمده ایرلند شامل منسوجات از قبیل پشم و کتان و عمده واردات مشتمل بر کالاهای تجملی بوده است.
پول به ندرت در جامعه گیلیک استفاده می شد. در عوض، کالاها و خدمات معمولاً با کالاها و خدمات دیگر مبادله می‌شدند. اقتصاد عمدتاً شبانی محور و مبتنی بر دام (گاو، گوسفند، خوک، بز و غیره) و محصولات آنها بوده است. گاو "عنصر اصلی در اقتصاد دامداری ایرلند" و شکل اصلی ثروت بود که شیر، کره، پنیر، گوشت، چربی، پوست و غیره را فراهم می کرد. دام ها «شکل بسیار متحرکی از ثروت و منابع اقتصادی بودند که می‌توانستند به سرعت و به راحتی در زمان جنگ یا مشکل به محل امن‌تری منتقل شوند».اشراف صاحب گله های بزرگی از احشام بودند که گله دار و نگهبان داشتند
. گوسفند، بز و خوک نیز منبع ارزشمندی بودند، اما نقش کمتری در دامداری ایرلندی داشتند. محصولات اصلی کشاورزی جو دوسر، گندم و جو بودند، اگرچه کتان نیز  کشت می شد.

## لباس
در سراسر قرون وسطی، لباس رایج در میان ایرلندی‌های گالیک شامل یک خرقه (شنل نیم دایره‌ای پشمی) بود که بر روی لن (تنپوش آستین بلند و گشاد ساخته شده از کتان) می‌پوشیدند. برای مردان،لباس تا قوزک پاهایشان می‌رسید، این لباس با استفاده از کریوس  که نوعی کمربند بافته‌شده بود، بسته می‌شد. لن تا سطح زانو بسته شده بود. لباس زنانه بدن زنان را به طور کامل می پوشاند. مردان گاهی اوقات لباس‌های تنگ می‌پوشیدند. جرالد دی باری در کتاب توپوگرافی هیبرنیکا که در دهه ۱۱۸۰ نوشته شد، نوشت که ایرلندی‌ها معمولاً در آن زمان کلاه می‌پوشیدند (شاید کلاه بخشی از یک لباس خاص را تشکیل می‌داده)به نظر نمی رسد لباس های گالیک تحت تأثیر سبک های بیرونی قرار گرفته باشند.
زنان همواره موهای خود را بلند می‌کردند و مانند سایر ملل اروپایی، این رسم در میان مردان نیز رایج بود. گفته می‌شود که ایرلندی‌های گالیک به موهای بلند خود افتخار می‌کردند - برای مثال،ممکن بود به عنوان جریمه یک نفر را مجبور به تراشیدن مو های سرش  بکنند.برای زنان، موهای بسیار بلند به عنوان نشانه ای از زیبایی تلقی می شد. گاهی اوقات، مردان و زنان ثروتمند موهای خود را می‌بافند و توپ‌های طلایی توخالی را به قیطان می‌بستند. سبک دیگری که در میان برخی از مردان گالیک قرون وسطی رایج بود، گلاب (کوتاه به جز یک دسته موی بلند و ضخیم به سمت جلوی سر) بود. استفاده از نوار در دور پیشانی روش معمولی برای نگه داشتن موها در جای خود بود. برای ثروتمندان، این نوار غالباً نواری نازک و انعطاف‌پذیر از طلا، نقره یا سایر فلزات براق بود. زمانی که انگلو-نورمنها و انگلیسی ها ایرلند را مستعمره کردند، بلندی مو به معنای وفاداری فرد بود. تصور می شد ایرلندی هایی که موهای خود را کوتاه می کردند میراث ایرلندی خود را رها می کردند. به همین ترتیب، مستعمره‌نشینان انگلیسی که موهای خود را از پشت بلند می‌کردند، تحت تاثیر سبک زندگی ایرلندی تلقی می شدند.
مردان گالیک معمولاً ریش  و سبیل می‌گذاشتند،  سبک‌های ریش متفاوت بود - ریش‌های چنگال‌دار بلند و ریش مستطیلی به سبک بین‌النهرینی گاهی مد بوده ند.

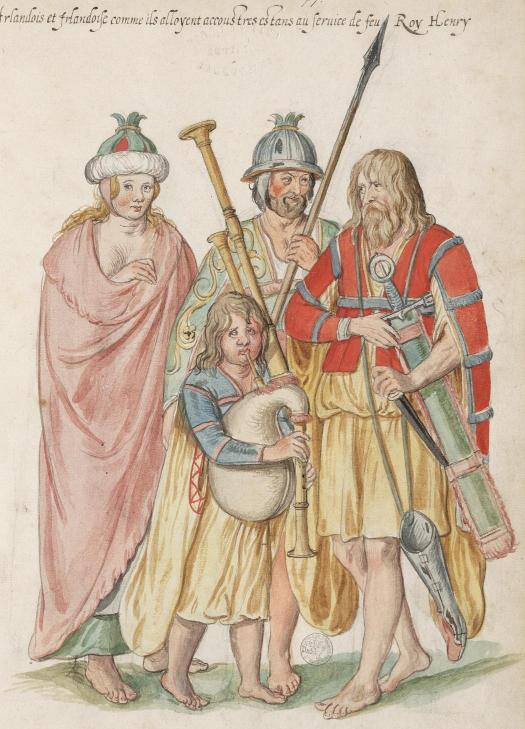
ایرلندی ها در قرن ۱۶ میلادی

## ترابری

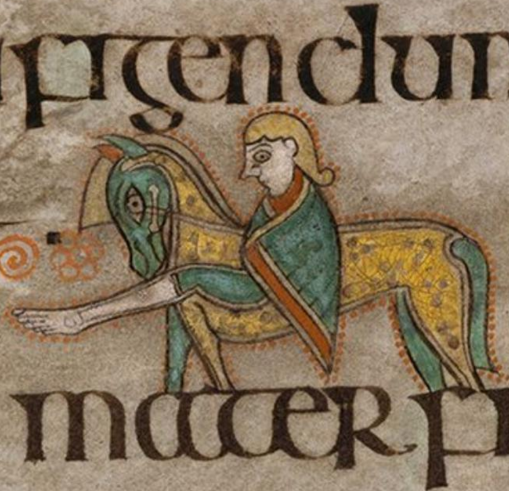
کتاب اسب سوار کلز

در ایرلند گالیک شبکه کاملی از جاده ها و پل ها وجود داشت. پل ها معمولاً چوبی بودند و در بعضی جاها جاده ها را با چوب و سنگ می ساختند. پنج جاده اصلی منتهی به تیمایر وجود داشت: اسلیگه آسایل، اسلیگه چوالان، اسلیگه دالا، اسلیگه مور و اسلیگه میدلواچرا.

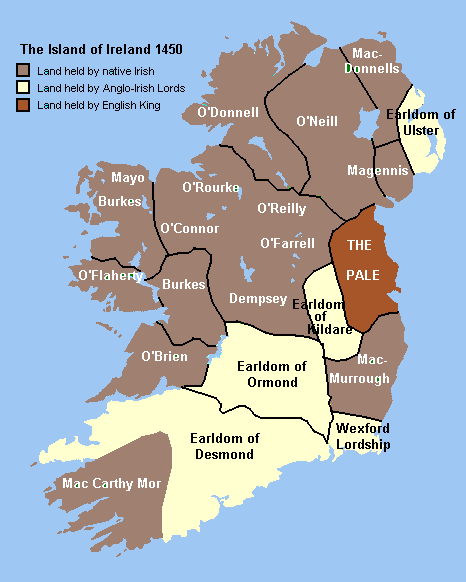
ایرلند در سال ۱۴۵۰ میلادی سرزمین هایی را که متعلق به بومیان ایرلندی (سبز)، انگلیسی-ایرلندی ها(آبی) و پادشاه انگلیس (خاکستری تیره) متمایز می کند

اسب یکی از وسایل حمل و نقل در مسیر های طولانی بود. اگرچه از نعل اسب و افسار استفاده می شد، ایرلندی های گیلیک از زین یا رکاب  استفاده نمی کردند. هر مردی آموزش دیده بود که از زمین به پشت اسب خود بپرد  ایرلندی ها اسب های خود را با میله ای که در انتها قلابی داشت هدایت می کردند.
ارابه های دو چرخ و چهار چرخ (کارباد منفرد) از زمان های قدیم در ایرلند چه در زندگی خصوصی و چه در جنگ استفاده می شد. ارابه ها به اندازه کافی برای دو نفر بزرگ بودند و از چوب ساخته شده بودند، و اغلب دارای کلاه های تزئین شده هم بودند. چرخ‌ها عموما پره‌دار بودند و تماماً با آهن پوشیده شده بودند و ارتفاع آن‌ها از سه تا چهار و نیم فوت بود. ارابه‌ها عموماً توسط اسب یا گاو کشیده می شدند و ارابه‌های اسب‌کشی در میان رؤسا و نظامیان رایج‌تر بود.
قایق های مورد استفاده در ایرلند گالیک شامل قایق های بادبانی و گالیک ایرلندی بودند. کشتی‌ها بیشتر برای عبور از رودخانه‌های بزرگ مورد استفاده قرار می‌گرفتند و اغلب در قوانین برهون مشمول مقررات سخت‌گیرانه ای بودند. همچنین بیشتر از قایق های بزرگ برای تجارت با سرزمین اصلی اروپا استفاده می شد.

## جنگ
جنگ در ایرلند گالیک رایج بود، زیرا سرزمین‌ها، پادشاهی‌ها و قبیله‌ها برای برتری در برابر یکدیگر و بعداً علیه وایکینگ‌ها و آنگلو نورمن‌ها می‌جنگیدند. جنگ موضوعی رایج در اساطیر، ادبیات و فرهنگ ایرلندی اولیه است. در قرون وسطی، همه مردان، غیر از علما و روحانیون، واجد شرایط خدمت سربازی از طرف پادشاه یا رئیس بودند. در طول قرون وسطی و مدتی پس از آن، خارجی‌ها اغلب سبک جنگ ایرلندی ها را با آنچه که در اروپای غربی رایج بود بسیار متفاوت  می دانستند.ایرلندی‌های گالیک، حملات ضربتی را ترجیح می‌دادند. اگر ایشان در این عملیات موفق می شدند،هر مال با ارزش (عمدتاً دام) و یا گروگان های بالقوه ارزشمند را می گرفتند، محصولات را می سوزانند و فرار می کردند.اگرچه در قرون وسطی تاکتیک ارجح در حمله ضربه و فرار بود، نبردهای تن به تن نیز وجود داشت. حداقل از قرن یازدهم، پادشاهان نیروهای جنگی دائمی کوچکی رانگهداری می‌کردند این افراد سربازان حرفه ای آموزش دیده و مجهز بودند که از پیاده نظام و سواره نظام تشکیل شده بودند. در زمان سلطنت برایان بورو، پادشاهان ایرلندی ارتش‌های بزرگی را به لشکرکشی در مسافت‌های طولانی می‌بردند و از نیروهای دریایی در کنار نیروهای زمینی استفاده می‌کردند.
یک ارتش معمولی ایرلندی قرون وسطایی شامل پیاده نظام سبک، پیاده نظام سنگین و سواره نظام بود. بخش اعظم ارتش را پیاده نظام سبک تشکیل می داد که سیترن (به انگلیسی: "kern") نامیده می شد.این افراد در ایرلند سرگردان بودند و خدمات خود را به صورت اجاره ای ارائه می کردند و معمولاً شمشیر، اسکنه (نوعی چاقوی بلند)، نیزه های کوتاه، کمان و سپر به دست می گرفتند.سواره نظام معمولاً از شاه یا رئیس قبیله و بستگان نزدیک او تشکیل می شد. آنها معمولاً بدون زین سوار اسب می شدند، اما زره و کلاەخود آهنی بر سر داشتند و شمشیر، داس و نیزه های بلند به دست می گرفتند.
گاهی اوقات جنگجویان با دمیدن بوق  به جنگ دعوت می شدند. به گفته جرالد دو باری (در قرن دوازدهم)، آنها زره نمی پوشیدند، زیرا آنها پوشیدن زره را سنگین و جنگیدن بدون آن را «شجاع و شرافتمندانه» می دانستند.در عوض، اکثر سربازان عادی نیمه برهنه می جنگیدند و فقط سلاح های خود و یک سپر گرد کوچک را حمل می کردند - اسپنسر نوشت که این سپرها با چرم پوشانده شده بودند و با رنگ های روشن رنگ آمیزی شده بودند.پادشاهان و رؤسای قبایل گاهی اوقات با کلاهخود مزین به پرهای عقاب به جنگ می رفتند. برای سربازان عادی، موهای پرپشت آنها اغلب به عنوان کلاه خود عمل می کرد، اما آنها گاهی اوقات کلاهخود ساده ای می پوشیدند که از پوست حیوانات ساخته شده بود

## دوران معاصر
در اواخر قرن نوزدهم بود که به زبان ایرلندی (همچنین به نام گیلگه نیز شناخته می‌شود) و فرهنگ گالیک (شامل فولکلور، ورزش، موسیقی، هنر و غیره) به عنوان بخشی مرتبط از احیای فرهنگی سلتیک توجه شد. سازمان‌هایی در ایرلند مانندکنراد نا گیلگه (Conradh na Gaeilge) وانجمن هایلند( An Comunn Gàidhealach) تلاش می‌کنند اعتبار فرهنگ گالیک و هژمونی اجتماعی-اجتماعی زبان‌های گالیک را احیاء کنند. بسیاری از شرکت کنندگان در انقلاب ایرلند (بین سال های ۱۹۱۲ تا ۱۹۲۳ میلادی) از این آرمان ها الهام گرفتند و بنابراین اساس بود که زمانی که یک دولت مستقل در ایرلند تشکیل شد، اشتیاق پسااستعماری برای گالیزه سازی مجدد ایرلند بالا گرفت و از طریق آموزش عمومی ترویج شد. با این حال، نتایج بسیار با انتظارات متفاوت  بود و مناطق گالیک زبان که در آن بومی‌ها زندگی می‌کردند، کوچک تر و کم تر شدند. در دهه‌های ۱۹۶۰ و ۷۰ میلادی، فشار گروه‌هایی مانند دلاوری(به ایرلندی Misneach) راه را برای ایجاد آژانس های توسعه ای و تلویزیون و رادیو دولتی به زبان ایرلندی هموار کرد.

## نگارخانه
- کتاب کلز
- جام ارداغ
- صلیب کنگ
- صلیب میودک
- سنجاق تارا

### نگارخانه معماری
- قلعه کاریگافوکا
- حلقه سنگی گریانان آیلیچ  (داخل را ببینید inside)
- کرانوگ بازسازی شده در دریاچه تای
- برج گرد گلندالو